# Wilhelm Benecke (Politiker)

Bei einer Berliner Delegationsreise 1929 in Washington, D.C. (von links nach rechts): Oberbürgermeister Gustav Böß und US-Außenminister Henry L. Stimson (sitzend), stehend die drei Stadträte Wilhelm Benecke, Jens Nydahl und Wilhelm von Drigalski sowie Otto Kiep, Botschaftsrat bei der Deutschen Botschaft in Washington, D.C.

Wilhelm Benecke (* 17. Oktoberjul. / 29. Oktober 1883greg. in Zawiercie, Russland; † 4. September 1962 in West-Berlin) war ein deutscher Politiker (DVP; FDP/LDP).

## Leben
Wilhelm Benecke stammte aus einer alteingesessenen Berliner Familie. Er besuchte das Gymnasium in seiner Heimatstadt. Nach dem Abitur absolvierte er ein Volontariat bei der AEG, um anschließend Maschinenbau und Elektrotechnik, später Mathematik, Physik und Chemie zu studieren. 1908 legte er die Staatsprüfung für das höhere Schulwesen ab. Von 1910 bis zum 1. Januar 1934 arbeitete Benecke als Oberlehrer in Berlin.
Als Freund Gustav Stresemanns beteiligte Benecke sich Ende 1918 an der Gründung der Deutschen Volkspartei (DVP). Von 1919 bis 1934 war er unbesoldeter Stadtrat in Berlin. Am 29. Mai 1923 zog Benecke im Nachrückverfahren für Wilhelm Kahl, der sein Mandat am 25. Mai niedergelegt hatte, in den im Juni 1920 gewählten ersten Reichstag der Weimarer Republik ein, in dem er bis zur Reichstagswahl vom Mai 1924 den Wahlkreis 2 (Berlin) vertrat.
1928 wurde Benecke zum stellvertretenden Bürgermeister des Bezirks Zehlendorf gewählt. Er trat sein Amt schließlich aufgrund seiner Verwicklung in den Sklarek-Skandal nicht mehr an: Namentlich wurde ihm vorgeworfen, die Vertragsverlängerung Gabels zugunsten der Sklareks gegengezeichnet zu haben und diesen so ihre Monopolstellung belassen zu haben. 1929 wurde Benecke vom Dienst suspendiert. Im selben Jahr ging er zusammen mit seinem Freund Gustav Böß auf eine längere Reise in die Vereinigten Staaten.
Am 1. Januar 1934 wurde Benecke aufgrund des Gesetzes zur Wiederherstellung des Berufsbeamtentums in den Ruhestand versetzt. Von 1933 bis 1945 übernahm er Stellungen in der Industrie.
Nach dem Zweiten Weltkrieg beteiligte Benecke sich im Sommer 1945 an der Gründung der Freien Demokratischen Partei (FDP) in Berlin beziehungsweise der Liberal-Demokratischen Partei Deutschlands (LDP). 1946 wurde er in die Bezirksverordnetenversammlung (BVV) Zehlendorf gewählt, die ihn ihrerseits 1950 zum Bezirksbürgermeister wählte. Für die FDP/LDP gehörte er dem Stadtrat von Berlin-Niederschönhausen an. Außerdem saß er von 1950 bis 1958 im Abgeordnetenhaus von Berlin.
Wilhelm Benecke starb 1962 im Alter von 78 Jahren in Berlin. Seine Grabstätte befindet sich auf dem Waldfriedhof Dahlem.